# Neuromelanina

5,6-Dihidroxiindol, el monòmer a partir del qual es formen els polímers de neuromelanina

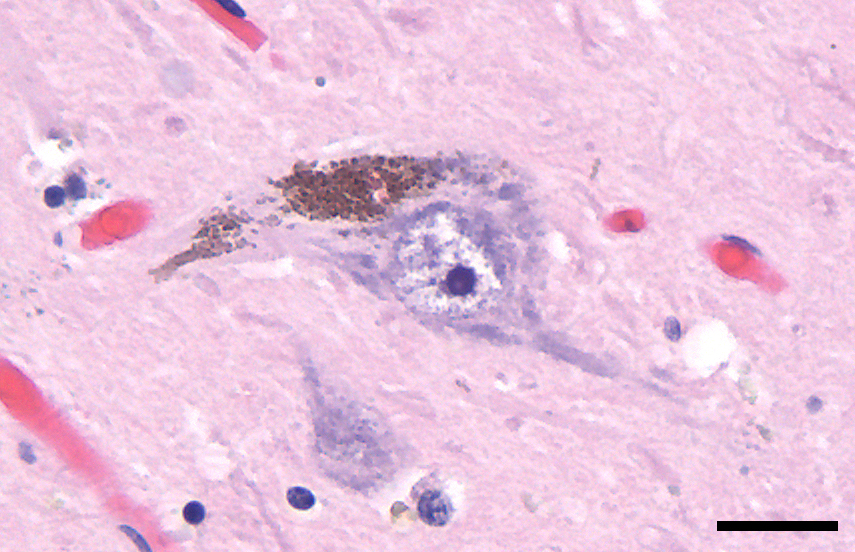
Microfotografia de neuromelanina (material marró) en una neurona de la substància negra. Tinció d'HE. La barra d'escala té una longitud de 20 micres (0,02 mm).

La neuromelanina (NM) és un pigment fosc que es troba a l'encèfal que està estructuralment relacionat amb la melanina. És un polímer de monòmers de 5,6-dihidroxiindol. La neuromelanina es troba en grans quantitats a les cèl·lules catecolaminèrgiques de la pars compacta de la substantia negra i al locus ceruli, donant un color fosc a les estructures.